# Lista de subúrbios de Adelaide
Esta é uma lista de subúrbios da cidade de Adelaide, Austrália Meridional, e código postal ordenados por área de governo local. Todos os códigos postais sul australianos, começam com um ‘5’.

## Cidade de Adelaide
Adelaide (5000) - Norte de Adelaide (5006)

## Cidade de Burnside
Auldana (5072) - Beaumont (5066) - Beulah Park (5067) - Burnside (5066) - Dulwich (5065) - Eastwood (5063) - Erindale (5066) - Frewville (5063) - Glen Osmond (5064) - Glenside (5065) - Glenunga (5064) - Hazelwood Park (5066) - Kensington Gardens (5068) - Kensington Park (5068) - Leabrook (5068) - Leawood Gardens (5150) - Linden Park (5065) - Magill (5072) - Mount Osmond (5064) - Rose Park (5067) - Rosslyn Park (5072) - Skye (5072) - St. Georges (5064) - Stonyfell (5066) - Toorak Gardens (5065) - Tusmore (5065) - Waterfall Gully (5066) - Wattle Park (5066)

## Cidade de Campbelltown
Athelstone (5076) - Campbelltown (5074) - Hectorville (5073) - Magill (5072) - Newton (5074) - Paradise (5075) - Rostrevor (5073) - Tranmere (5073)

## Cidade de Charles Sturt
Albert Park (5014) - Allenby Gardens (5009) - Athol Park (5012) - Beverley (5009) - Bowden (5007) - Brompton (5007) - Cheltenham (5014) - Croydon (5008) - Devon Park (5008) - Findon (5023) - Flinders Park (5025) - Fulham Gardens (5024) - Grange (5022) - Hendon (5014) - Henley Beach (5022) - Henley Beach South (5022) - Hindmarsh (5007) - Kidman Park (5025) - Kilkenny (5009) - Ovingham (5082) - Pennington (5013) - Renown Park (5008) - Ridleyton (5008) - Rosewater (5013) - Royal Park (5014) - Seaton (5023) - Semaphore Park (5019) - Tennyson (5022) - Welland (5007) - West Beach (5024) - West Croydon (5008) - West Hindmarsh (5007) - West Lakes (5021) - West Lakes Shore (5020) - Woodville (5011) - Woodville North (5012) - Woodville Park (5011) - Woodville South (5011) - Woodville West (5011)

## Vila de Gawler
Bibaringa (5118) - Evanston (5116) - Evanston Gardens (5116) - Evanston Park (5116) - Evanston South (5116) - Gawler (5118) - Gawler East (5118) - Gawler South (5118) - Gawler West (5118) - Hillier (5116) - Kudla (5115) - Willaston (5118)

## Cidade de Holdfast Bay
Brighton (5048) - Glenelg (5045) - Glenelg East (5045) - Glenelg North (5045) - Glenelg South (5045) - Hove (5048) - Kingston Park (5049) - North Brighton (5048) - Seacliff (5049) - Seacliff Park (5049) - Somerton Park (5044) - South Brighton (5048)

## Cidade de Marion
Ascot Park (5043) - Clovelly Park (5042) - Darlington (5047) - Dover Gardens (5048) - Edwardstown (5039) - Glandore (5037) - Glengowrie (5044) - Hallett Cove (5158) - Marino (5049) - Marion (5043) - Mitchell Park (5043) - Morphettville (5043) - O'Halloran Hill (5158) - Oaklands Park (5046) - Park Holme (5043) - Plympton Park (5038) - Seacliff Park (5049) - Seacombe Gardens (5047) - Seacombe Heights (5047) - Seaview Downs (5049) - Sheidow Park (5158) - South Plympton (5038) - Sturt (5047) - Trott Park (5158) - Warradale (5046)

## Cidade de Mitcham
Bedford Park (5042) - Belair (5052) - Bellevue Heights (5050) - Blackwood (5051) - Brown Hill Creek (5062) - Clapham (5062) - Clarence Gardens (5039) - Colonel Light Gardens (5041) - Coromandel Valley (5051) - Crafers West (5152) - Craigburn Farm (5051)
Cumberland Park (5041) - Daw Park (5041) - Eden Hills (5050) - Glenalta (5052) - Hawthorn (5062) - Hawthorndene (5051) - Kingswood (5062) - Leawood Gardens (5150) - Lower Mitcham (5062) - Lynton (5062) - Melrose Park (5039) - Mitcham (5062) - Netherby (5062) - Panorama (5041) - Pasadena (5042) - Springfield (5062) - St. Marys (5042) - Torrens Park (5062) - Upper Sturt (5156) - Urrbrae (5064) - Westbourne Park (5041)

## Cidade de Norwood Payneham St Peters
College Park (5069) - Evandale (5069) - Felixstow (5070) - Firle (5070) - Glynde (5070) - Hackney (5069) - Heathpool (5068) - Joslin (5070) - Kensington (5068) - Kent Town (5067) - Marden (5070) - Marryatville (5068) - Maylands (5069) - Norwood (5067) - Payneham(5070) - Payneham South (5070) - Royston Park (5070) - St. Morris (5068) - St. Peters (5069) - Stepney (5069) - Trinity Gardens (5068)

## Cidade de Onkaparinga
Aberfoyle Park (5159) - Aldinga (5173) - Aldinga Beach (5173) - Blewitt Springs (5171) - Chandlers Hill (5159) - Cherry Gardens (5157) - Christie Downs (5164) - Christies Beach (5165) - Clarendon (5157) - Coromandel East (5157) - Coromandel Valley (5051) - Darlington (5047) - Dorset Vale (5157) - Flagstaff Hill (5159) - Hackham (5163) - Hackham West (5163) - Happy Valley (5159) - Huntfield Heights (5163) - Ironbank (5153) - Kangarilla (5157) - Lonsdale (5160) - Maslin Beach (5170) - McLaren Flat (5171) - McLaren Vale (5171) - Moana (5169) - Morphett Vale (5162) - Noarlunga Centre (5168) - Noarlunga Downs (5168) - O'Halloran Hill (5158) - O'Sullivan Beach (5166) - Old Noarlunga (5168) - Old Reynella (5161) - Onkaparinga Hills (5163) - Port Noarlunga (5167) - Port Noarlunga South (5167) - Port Willunga (5173) - Reynella (5161) - Reynella East (5161) - Seaford (5169) - Seaford Heights (5169) - Seaford Meadows (5169) - Seaford Rise (5169) - Sellicks Beach (5174) - Sellicks Hill (5174) - Tatachilla (5171) - The Range (5172) - Whites Valley (5172) - Willunga (5172) - Willunga South (5172) - Woodcroft (5162)

## Cidade de Playford
Andrews Farm (5114) - Angle Vale (5117) - Bibaringa (5118) - Blakeview (5114) - Buckland Park (5120) - Craigmore (5114) - Davoren Park (5113) - Elizabeth (5112) - Elizabeth Downs (5113) - Elizabeth East (5112) - Elizabeth Grove (5112) - Elizabeth North (5113) - Elizabeth Park (5113) - Elizabeth South (5112) - Elizabeth Vale (5112) - Elizabeth West (5113) - Evanston Park (5116) - Gould Creek (5114) - Hillbank (5112) - Humbug Scrub (5114) - MacDonald Park (5121) - Munno Para (5115) - Munno Para West (5115) - Munno Para Downs (5115) - One Tree Hill (5114) - Penfield (5121) - Penfield Gardens (5121) - Sampson Flat (5114) - Smithfield (5114) - Smithfield Plains (5114) - Uleybury (5114) - Virginia (5120) - Waterloo Corner (5110) - Yattalunga (5114)

## Cidade de Port Adelaide Enfield
Alberton (5014) - Angle Park (5010) - Birkenhead (5015) - Blair Athol (5084) - Broadview (5083) - Clearview (5085) - Croydon Park (5008) - Dernancourt (5075) - Devon Park (5008) - Dry Creek (5094) - Dudley Park (5008) - Enfield (5085) - Ethelton (5015) - Exeter (5019) - Ferryden Park (5010) - Gepps Cross (5094) - Gilles Plains (5086) - Gillman (5013) - Glanville (5015) - Greenacres (5086) - Hampstead Gardens (5086) - Hillcrest (5086) - Holden Hill (5088) - Kilburn (5084) -Klemzig (5087) - Largs Bay (5016) - Largs North (5016) - Manningham (5086) - Mansfield Park (5012) - Northfield (5085) - Northgate (5085) - North Haven (5018) - Oakden (5086) - Osborne (5017) - Ottoway (5013) - Outer Harbor (5018) - Peterhead (5016) - Port Adelaide (5015) - Queenstown (5014) - Regency Park (5010) - Rosewater (5013) - Sefton Park (5083) - Semaphore (5019) - Semaphore South (5019) - Taperoo (5017) - Valley View (5093) - Walkley Heights (5098) - Windsor Gardens (5087) - Wingfield (5013) - Woodville Gardens (5012)

## Cidade de Prospect
Broadview (5083) - Collinswood (5081) - Fitzroy (5082) - Medindie Gardens (5081) - Nailsworth (5083) - Prospect (5082) - Ovingham (5082) - Sefton Park (5083) - Thorngate (5082)

## Cidade de Salisbury
Bolivar (5110) - Brahma Lodge (5109) - Burton (5110) - Cavan (5094) - Dry Creek (5094) - Direk (5110) - Edinburgh (5111) - Elizabeth Vale (5112) - Globe Derby Park (5110) - Greenfields (5107) - Gulfview Heights (5096) - Ingle Farm (5098) - Mawson Lakes (5095) - Parafield (5106) - Parafield Gardens (5107) - Paralowie (5108) - Para Hills (5096) - Para Hills West (5096) - Para Vista (5093) - Pooraka (5095) - Salisbury (5108) - Salisbury Downs (5108) - Salisbury East (5109) - Salisbury Heights (5109) - Salisbury North (5108) - Salisbury Park (5109) - Salisbury Plain (5109) - Salisbury South (5106) - St. Kilda (5110) - Valley View (5093) - Walkley Heights (5098) -Waterloo Corner (5110)

## Cidade de Tea Tree Gully
Banksia Park (5091) - Dernancourt (5075) - Fairview Park (5126) - Gilles Plains (5086) - Golden Grove (5125) - Gould Creek (5114) - Greenwith (5125) - Gulfview Heights (5096) - Highbury (5089) - Holden Hill (5088) - Hope Valley (5090) - Houghton (5131) - Modbury (5092) - Modbury Heights (5092) - Modbury North (5092) - One Tree Hill (5114) - Para Hills (5096) - Redwood Park (5097) - Ridgehaven (5097) - St. Agnes (5097) - Salisbury Heights (5109) - Surrey Downs (5126) - Tea Tree Gully (5091) - Upper Hermitage (5131) - Valley View (5093) - Vista (5091) - Wynn Vale (5127) - Yatala Vale (5126)

## Cidade de Unley
Black Forest (5035) - Clarence Park (5034) - Everard Park (5035) - Forestville (5035) - Fullarton (5063) - Goodwood (5034) - Highgate (5063) - Hyde Park (5061) - Kings Park (5034) - Malvern (5061) - Millswood (5034) - Myrtle Bank (5064) - Parkside (5063) - Unley (5061) - Unley Park (5061) - Wayville (5034)

## Cidade de West Torrens
Adelaide Airport (5950) - Ashford (5035) - Brooklyn Park (5032) - Camden Park (5038) - Cowandilla (5033) - Fulham (5024) - Glandore (5037) - Glenelg North (5045) - Hilton (5033) - Keswick (5035) - Keswick Terminal (5035) - Kurralta Park (5037) - Lockleys (5032) - Marleston (5033) - Mile End (5031) - Mile End South (5031) - Netley (5037) - North Plympton (5037) - Novar Gardens (5040) - Plympton (5038) - Richmond (5033) - Thebarton (5031) - Torrensville (5031) - Underdale (5032) - West Beach (5024) - West Richmond (5033)

## Corporação da Vila de Walkerville
Gilberton (5081) - Medindie (5081) - Vale Park (5081) - Walkerville (5081)

## Lista completa dos subúrbios de Adelaide
| Aberfoyle Park Adelaide city centre Albert Park Alberton Aldinga Angle Park Ascot Park Ashford Athelstone Athol Park Auldana Banksia Park Beaumont Bedford Park Belair Beulah Park Birkenhead Black Forest Blackwood Blair Athol Bowden Brighton Broadview Brahma Lodge Brompton Brooklyn Park Brown Hill Creek Burnside Camden Park Campbelltown Castambul Cavan Chase's Place Cheltenham Christie Downs Christies Beach Clapham Clarence Gardens Clarence Park Clearview Clovelly Park College Park Colonel Light Gardens Coromandel Valley Cowandilla Crafers Craigmore Croydon Park Cumberland Park Darlington Daw Park Dernancourt Dover Gardens Dry Creek Dulwich Eagle on the Hill Eastwood Eden Hills Edinburgh Edwardstown Elizabeth Enfield Erindale Ethelton Evandale Everard Park Exeter Fairview Park Felixstow Ferryden Park Firle Fitzroy | Flagstaff Hill Flinders Park Forestville Frewville Fulham Gardens Fulham Fullarton Gawler Gepps Cross Gilberton Glandore Glen Osmond Glenelg East Glenelg North Glenelg South Glenelg Glengowrie Glenside Glenunga Glynde Golden Grove Goodwood Gould Creek Grange Greenhill Greenwith Gulfview Heights Hackham Hackham West Hackney Hallett Cove Happy Valley Hawthorn Hazelwood Park Heathpool Hectorville Henley Beach Highbury Highgate Hillbank Hilton Hindmarsh Holden Hill Hope Valley Houghton Hyde Park Ingle Farm Inglewood Joslin Kensington Gardens Kensington Park Kensington Kent Town Keswick Kidman Park Kilburn Kilkenny Kings Park Kingswood Klemzig Kudla Kurralta Park Largs Bay Largs North Leabrook Leawood Gardens Linden Park Lockleys Lonsdale Lynton | Magill Malvern Mansfield Park Marden Marino Marion Marleston Marryatville Maslin Beach Mawson Lakes Maylands McLaren Vale Medindie Gardens Medindie Melrose Park Mile End South Mile End Millswood Mitcham Mitchell Park Moana Modbury Heights Modbury North Modbury Morphett Vale Morphettville Mount Osmond Munno Para Myrtle Bank Nailsworth Netherby Netley Newton Noarlunga Centre North Adelaide North Haven Northfield Northgate Norwood O'Halloran Hill Oakden Oaklands Park Old Noarlunga One Tree Hill Osborne Outer Harbor Ovingham Panorama Para Hills Paracombe Paradise Parafield Gardens Parafield Paralowie Park Holme Parkside Pasadena Payneham South Payneham Pennington Peterhead Plympton Park Plympton Port Adelaide Port Noarlunga Prospect Regency Park Renown Park Reynella Ridleyton Rose Park Rosewater | Rosslyn Park Rostrevor Royston Park Salisbury East Salisbury Seacliff Park Seacliff Seacombe Gardens Seacombe Heights Seaton Seaview Downs Sefton Park Semaphore South Semaphore Sheidow Park Skye Smithfield Somerton Park South Plympton Springfield St Agnes St Kilda St. Georges St. Morris St. Peters Stepney Stonyfell Sturt Surrey Downs Taperoo Tea Tree Gully Tennyson Teringie Thebarton Thorngate Toorak Gardens Torrens Park Torrensville Tranmere Trinity Gardens Trott Park Tusmore Uleybury Unley Park Unley Upper Hermitage Upper Sturt Urrbrae Vale Park Valley View Vista Walkerville Walkley Heights Warradale Waterfall Gully Waterloo Corner Wattle Park Wayville West Beach West Croydon West Lakes Westbourne Park Wingfield Woodcroft Woodville Gardens Woodville North Woodville South Woodville West Woodville Wynn Vale Yatala Vale |